# Bitwa nad Wożą
Bitwa nad Wożą – starcie zbrojne, które miało miejsce 11 sierpnia 1378 roku nad rzeką Wożą pomiędzy wojskami ruskimi pod dowództwem Dymitra Dońskiego a wojskami Złotej Ordy pod wodzą Biegicza, zakończone zwycięstwem Dymitra.

## Przed bitwą
Wielki książę moskiewski Dymitr w połowie lipca 1378 otrzymał informacje o wielkiej wyprawie tatarskiej wysłanej przez Mamaja na Ruś. Szybko ruszył przeciw Tatarom. Obie armie spotkały się nad brzegami Woży - dopływem Oki. Tam wojska przez kilka dni stały bezczynnie, gdyż żadna ze stron nie chciała przejść na drugi brzeg. W końcu wojska moskiewskie podjęły pozorowany odwrót, a Tatarzy zaczęli się przeprawiać.

## Bitwa
Rusini rozpoczęli atak prawdopodobnie jeszcze podczas tatarskiej przeprawy, a z pewnością zanim Tatarzy zdołali rozwinąć szyki. Atakowano jednocześnie z trzech stron. Prawym skrzydłem moskiewskim dowodził Timofiej Wieljaminow, lub Andrzej Połocki (syn wielkiego księcia litewskiego Olgierda), lewym książę proński Daniel, a głównymi siłami w centrum sam Dymitr. Wojska tatarskie zostały zepchnięte do rzeki, bitwę przerwała noc, podczas której Tatarzy uciekli porzucając tabor.